# 36ª Mostra internazionale d'arte cinematografica di Venezia
La 36ª edizione della Mostra internazionale d'arte cinematografica di Venezia (denominata solo Mostra Internazionale del Cinema) si è svolta a Venezia, Italia, dal 25 agosto al 5 settembre del 1979. Prevista come rassegna non competitiva di film, vennero presentate due selezioni di film, la prima denominata Venezia Cinema '79 e una seconda "sperimentale" denominata Officina Veneziana.

## Storia
Nel 1978 la mostra non ebbe luogo del tutto, neanche con rassegne o altro; nel 1979 il nuovo direttore, Carlo Lizzani, al fine di rilanciarla, intraprese riforme e modifiche partendo dal nome, che divenne "Mostra Internazionale del Cinema", anziché "Mostra Internazionale d'Arte Cinematografica"; formò poi un comitato di esperti di cui fecero parte Roberto Escobar, Giovanni Grazzini, Alberto Moravia, Enzo Scotto Lavina e Paolo Valmarana e, con la collaborazione di Enzo Ungari, invitò attori di prestigio per farli discutere sul tema al centro della mostra, "Gli anni Ottanta del cinema". La mostra comunque rimase non competitiva fino alla successiva edizione del 1980.

## "Venezia Cinema '79"
| - Vereda Tropical (t.l. Frutto tropicale), regia di Joaquim Pedro de Andrade - Anjeta José do Brasil, regia di Paulo Cesar Saraceni - Funerailles à Bongo: le vieil Anaï (Funerali a Bongo: il vecchio Anai) , regia di Jean Rouch - Passe Montagne (t.l. Passamontagna), regia di Jean-François Stévenin - Kosatsu (t.l. Strangolamento), regia di Kaneto Shindō - Il fiume, regia di Feisal Yasini - La luna, regia di Bernardo Bertolucci - Il prato, regia di Paolo e Vittorio Taviani - Ogro, regia di Gillo Pontecorvo - Un dramma borghese, regia di Florestano Vancini - Zemaljski Dani Teku (t.l. I giorni scorrono sulla terra), regia di Goran Paskalijevic | - Samba le grand (t.l. Samba il grande), regia di Moustapha Alassane - Soldados (t.l. Soldati), regia di Alfonso Ungría - El Super (t.l. Il super), regia di Leon Ichaso, Orlando Jimenez-Leal - Fuga da Alcatraz (Escape from Alcatraz), regia di Don Siegel - Il mago di Lublino (Magician of Lublin), regia di Menahem Golan - American Graffiti 2, regia di Bill L. Norton - Saint Jack, regia di Peter Bogdanovich - The Wanderers - I nuovi guerrieri, regia di Philip Kaufman - Essakkamat (t.l. La morte del portatore d'acqua), regia di Salah Abu Seif - Jelenlet (t.l. Presenza), regia di Miklós Jancsó - Cinema (t.l. Cinema), regia di Liana Eliava - Osennij Marafon (t.l. Maratona d'autunno), regia di Georgij Danelija |

## "Officina Veneziana"
| - La Nouba, regia di Assia Djebbar - ORG, regia di Fernando Birri - France, tour détour deux enfants, regia di Jean-Luc Godard e Annie Miéville - Rubinstein à Venise, regia di François Reichenbach - I giorni cantati, regia di Paolo Pietrangeli - Improvviso, regia di Edith Bruck - Ratataplan, regia di Maurizio Nichetti - Ors Ezzein (t.l. Le nozze di Zein), regia di Khalid Siddik - West Indies Story, regia di Med Hondo | - Antologia Les Blank: Always for Pleasure, God Respects Us when We Work but He Loves Us when We Dance The Blues Accordin' to Lightnin' Hopkins - Four Journeys into Mystic Time, regia di Shirley Clark - Laboratorio Martin Scorsese: La grande rasatura New York, New York Italoamericani Ragazzo americano - Antologia Underground USA - A kis Valentino (t.l. Il piccolo Valentino), regia di Andras Jeles - Que viva Mexico!, regia di Sergej Ėjzenštejn, versione completata da Grigorij Aleksandrov |

## "Officina Veneziana Notte"
| - Daji he tade fuqin (t.l. Il padre di Daji), regia di Wang Jiayi - Le Navire Night, regia di Marguerite Duras - Chiaro di donna, regia di Costa-Gavras - Il fuorilegge, regia di Eric Rohmer - Dalla nube alla resistenza, regia di Jean-Marie Straub e Danièle Huillet - Ammazzare il tempo, regia di Mimmo Rafele - L'uomo della sabbia, regia di Giulio Questi - The Space Movie, regia di Tony Palmer | - New Age Animation, film di: Sally Cruikshank Paul Glabicki Robert Breer Kathy Rose Mary Beams Dennis Pies Jane Aaron George Griffin Vincent Collins Margaret Doogan Linda Heller Sara Petty Suzan Pitt Carter Burwell - Hot Tomorrows, regia di Martin Brest - Poto and Cabengo, regia di Jean-Pierre Gorin |

## "Retrospettive"
- Marcel Pagnol
- Emilio Ghione
- Nicholas Ray
- David Wark Griffith